# Charles Jacobus
Charles Jacobus (ur. 1 maja 1840 w Seneca, zm. 24 listopada 1922 w Waukesha) – amerykański roquesista, mistrz olimpijski.
Jeden raz startował w igrzyskach olimpijskich. W 1904 w Saint Louis zdobył złoty medal w grze pojedynczej.